# Navares de Enmedio
Navares de Enmedio er en by og kommune i det centrale Spanien i provinsen Segovia. Den har et indbyggertal på 92 (2024) indbyggere.